# CDC40
CDC40‏ (Cell division cycle 40) هوَ بروتين يُشَفر بواسطة جين CDC40 في الإنسان.